# هتل پاپلی
هتل پاپلی یک مجموعه تلویزیونی محصول سال ۱۳۸۳ به کارگردانی محمدتقی رنجبر، نویسندگی محمد تیموری و تهیه‌کنندگی حسن میرچولی می‌باشد که از شبکه یک پخش شد. این مجموعه در ۴۲ قسمت ۵۰ دقیقه‌ای تهیه شد. «پاپلی» به زبان محلی استان مازندران به مفهوم پروانه است.
این مجموعه دربارهٔ یک کارگردان تلویزیونی است که تصمیم می‌گیرد مجموعه‌ای دربارهٔ طلاق و مسایل و مشکلات مربوط به آن تهیه کند. در این رابطه مریم طالبی به عنوان یکی از کارشناسان اداره بهزیستی به این کارگردان معرفی می‌شود تا بتواند در زمینه موضوع مورد نظر خود به تحقیق بپردازد. در تحقیقات اولیه وی متوجه می‌شود که مشکل اصلی طلاق جوانان در ازدواج‌های نامناسب نهفته است. از طرف دیگر، او متوجه می‌شود در یک هتل محلی به نام " هتل پاپلی " که در منطقه‌ای سرسبز و خوش آب و هوا قرار دارد، معمولاً زوج‌های جوان جشن نامزدی، ازدواج یا دوره ماه عسل خود درمی گذارانند و برخی از زوج‌های مسن تر جشن سالگرد ازدواج شان را دراین هتل برگزار می‌کنند. این محل مناسب‌ترین مکان برای تحقیق این کارگردان به شمار می‌رود و او در این هتل مستقر می‌شود.

## بازیگران
- روشنک عجمیان
- امید زندگانی
- فلور نظری
- ابراهیم‌آبادی
- حسین رجایی‌دوست
- روح‌الله مفیدی
- سیاوش مفیدی
- علی ابوالحسنی
- علی یعقوب‌پور
- عنایت‌الله بخشی
- محسن زهتاب
- اکرم مهدوی
- مژگان مینایی
- مهدی سعادت‌پور
- مهرداد نظری